# Mackie Messer
"Die Moritat von Mackie Messer" ("La balada de Mackie el Navaja") es una canción compuesta en 1928. La letra es de Bertolt Brecht, y la música, de Kurt Weill. El año siguiente, 1929, la incorporaron a «La ópera de los tres centavos» ("Die Dreigroschenoper"), obra de teatro de Brecht con música de Weill.

## El título de la obra
El Grosch o  Groschen es una pequeña moneda de plata. Empezó a usarse el término en la Edad Media, al parecer en Italia. Así, la forma alemana de la palabra derivaría de denaro grosso. Se ha seguido llamando así hasta tiempos recientes a algunas monedas fraccionarias en países de la Europa Central.

## El título de la canción
"Moritat" es una palabra alemana que significa literalmente "hecho de muerte". Como forma poética y musical, la moritat es un tipo de canción medieval que trata sobre algún asesinato real o ficticio, cumplido o frustrado, sea narrando los hechos del verdugo o la fuga de quien iba a ser víctima; puede que al final se refiera a la captura del verdugo y su destino último.
Se corresponde en su contenido con un tipo escandinavo y británico de balada: la "murder ballad".

## Ubicación del número en la obra
La ópera de los tres centavos comienza y termina con un músico callejero cantando la moritat de Mack el Navaja acompañándose con un organillo. Se incluyó este número en la obra al poco de su estreno porque el actor Harald Paulsen (1895-1954), que interpretaba uno de los papeles principales, precisamente el de MacHeath, deseaba una introducción efectiva del carácter del personaje. Lotte Lenya, la esposa de Kurt Weill, hacía la protagonista femenina en 1928, y después en Broadway, en 1954.
El estribillo que se presenta más arriba no formaba parte de la representación teatral de los años 20, sino que lo añadió Bertolt Brecht para la película de 1931.[cita requerida]

## Versiones
Con letra en inglés, ha sido interpretada por Louis Armstrong (a partir de 1956) y por Bobby Darin (a partir de 1959). También por Frank Sinatra en 1984, agregando algunos estribillos originales, y por muchos otros. Lotte Lenya se hallaba presente durante la grabación de Armstrong, y añadió ella misma su nombre a las víctimas de Mack el Navaja en la letra de la canción.
En 1976, se hizo otra versión en Broadway con traducción de Ralph Manheim y John Willett, y el actor puertorriqueño Raúl Juliá como Mackie.
Esta última traducción es la empleada por Sting y por Nick Cave, así como por Lyle Lovett en la película de 1994 "Quiz Show: El dilema". Al comienzo de la película, mientras se muestran los títulos de crédito, se oye la interpretación de Bobby Darin.
En algunas versiones en inglés, Alfons se llama Alfred Gleet, y en vez de ser un arriero o un cochero, puede ser un taxista.
En español, Rubén Blades le hizo un homenaje con "Pedro Navaja", canción que también popularizó la Orquesta Platería. La vedette Bárbara Rey también la versionó en televisión española como "Mac Navajas". Por su parte Miguel Rios hizo una versión de la original llamada "La balada de Mackie el Navaja".
En portugués, el brasileño Chico Buarque hizo dos versiones de la obra "Die Dreigroschenoper" con los títulos "A volta do Malandro" y "Malandro 2".
En alemán, destaca la cantante Ute Lemper con sus discos de canciones de Kurt Weill.

#### Curiosidades
El famoso personaje de Ivà, Makinavaja, toma el nombre de esta canción "Mackie el Navaja" popularizada por José Guardiola, adaptación al español del éxito "Mack the Knife" (Mack el Cuchillo en inglés). De hecho, en uno de los tebeos de Makinavaja, el sobrino de "Maki", el Pitufo, canta una canción punk en un club: la canción es, básicamente, una traducción literal al español de "Mack the Knife" con Makinavaja como protagonista.